# ECHELON

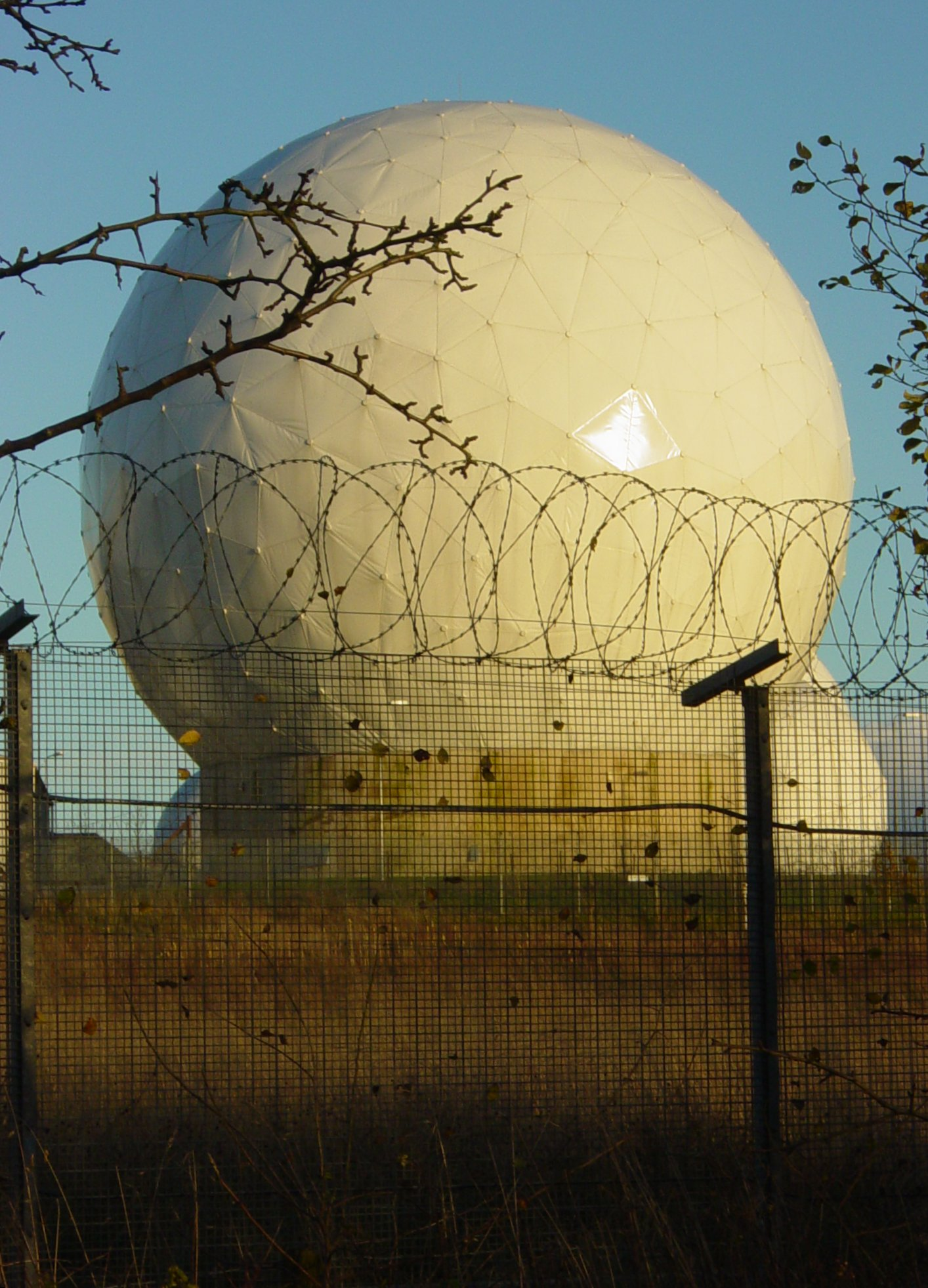
Un impianto di Echelon a Menwith Hill (Gran Bretagna)

Echelon (parola di origine francese, lett. "scaglione") è una denominazione utilizzata dai mass media e nella cultura popolare per descrivere la raccolta di signal intelligence (SIGINT) e analisi dei segnali gestita per conto dei cinque stati firmatari dell'accordo UKUSA di sicurezza (Australia, Canada, Nuova Zelanda, Regno Unito e gli Stati Uniti, noto come AUSCANNZUKUS o Five Eyes Cinque Occhi). È stato anche descritto come l'unico sistema software che controlla il download e la diffusione della intercettazione di comunicazioni via satellite.
Per estensione, la Rete Echelon indica il sistema mondiale d'intercettazione delle comunicazioni private e pubbliche.
Il sistema venne per la prima volta portato all'attenzione pubblica dal direttore dell'Omega Foundation, Steve Wright, quando firmò nel 2000 il rapporto della STOA (Scientific and Technologies Options Panel of the European Parliament) sull'argomento, dal titolo Prison technologies: An Appraisal of the Technologies of Political Control: da quel momento indagini del Parlamento europeo, e non solo, approfondiranno ed estenderanno la ricerca sull'argomento.

## Le origini
La commissione temporanea del Parlamento europeo descrive il sistema Echelon con queste parole:
(On the existence of a global system for the interception of private and commercial communications)
L'ex dipendente della NSA Margaret Newsham ha sostenuto di aver lavorato alla configurazione e all'installazione di software che costituisce il sistema ECHELON mentre lavorava alla Lockheed Martin, dal 1974 al 1984 a Sunnyvale in California e a Menwith Hill in Inghilterra. In quel periodo, secondo Newsham, il nome in codice Echelon era anche il nome della rete dei computer della NSA. Lockheed lo chiamò P415. I software del programma erano chiamati Silkworth e SIRE. Un satellite chiamato Vortex serviva per intercettare le informazioni. Un'immagine, disponibile su internet, estrapolata da un lavoro di descrizione, mostra "Echelon" elencato insieme a molti altri nomi in codice.

## Creazione della struttura

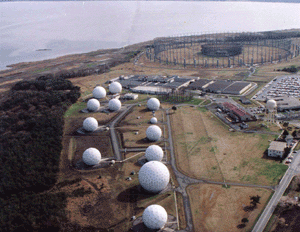
Misawa Air Base (MSOC)

L'infrastruttura satellitare è stata insediata all'inizio degli anni sessanta (nel periodo della guerra fredda) con la messa in orbita di un gran numero di satelliti spia, ognuno dei quali prese il nome di una differente generazione tecnologica corrispondente a una cosiddetta costellazione: ne sono alcuni esempi Ferret, Canyon, Rhyolite e Aquacade Ocelot.
Responsabile di questi progetti è stata la National Security Agency (NSA), la principale agenzia di spionaggio statunitense che agiva in collaborazione con la CIA e il supersegreto National Reconnaissance Office (NRO).
Dopo il tramonto della guerra fredda, negli anni novanta sono stati approntati dei sistemi tecnologicamente più evoluti, ovvero i satelliti spia di classe Trumpet, Lacrosse, KH11, Mercury e Mentor.
I centri elaborazione dati terrestri si trovano a Menwith Hill (Gran Bretagna), a Pine Gap (Australia) e presso la Misawa Air Base (Honshū, Giappone). Il controllo esecutivo degli insediamenti è gestito dagli Stati Uniti.
A questi siti va aggiunta l'Isola di Ascensione (isola situata nell'Oceano Atlantico), che rappresenta (o rappresentava) una base strategica non citata tra i siti ufficiali del progetto Echelon.

## Funzionamento
Echelon utilizza le intercettazioni dei cavi sottomarini del genere Aquacade e Magnum per controllare tramite i suoi più importanti centri di invio le trasmissioni di Internet, in particolare lo smistamento di messaggi e-mail.
Data l'enorme mole di dati sorvegliata, impossibile da analizzare da parte di esseri umani, per intercettare i messaggi "sospetti" (inviati via e-mail, telefono, fax ecc.) viene utilizzato un sistema basato sull'identificazione di parole chiave e loro varianti, in grado anche di rintracciare l'impronta vocale di un individuo.
Non si sa molto su come funzioni il meccanismo e di quali coperture goda: quello che è certo è che nel 1997, in seguito al processo di due ragazze pacifiste, in alcuni documenti e testimonianze, la British Telecom ha fatto sapere che tre linee a fibre ottiche (con la capacità di centomila chiamate simultanee ciascuna), passavano per il nodo di Menwith Hill. La vicenda ha fatto capire che non si può amministrare una società di telecomunicazioni senza far parte del tavolo di Echelon. Gli accordi telefonici Echelon sono blindati, obbligano le compagnie telefoniche occidentali ad assegnare la sicurezza delle aziende a uomini del controspionaggio. In Italia, per esempio, Marco Bernardini, testimone chiave dell'inchiesta sui dossier illegali raccolti dalla Security Pirelli-Telecom, effettuò intercettazioni per conto di Echelon sull'Autorità Antitrust ed ebbe accesso ai dati di Vodafone e Wind.
Su Echelon sono state sollevate, negli anni, numerose interpellanze al Parlamento europeo, il quale ha aperto nel 2001 una commissione temporanea sul caso.
Sempre il Parlamento europeo, alla vigilia degli attentati alle Torri Gemelle, deliberò una serie di contromisure per contrastare Echelon.
In passato si è sospettato che il sistema possa essere stato utilizzato anche per scopi illeciti, come lo spionaggio industriale, a favore delle nazioni che lo controllano, a discapito delle aziende di altri Paesi, anche se a loro volta aderenti alla NATO. Il rapporto del Parlamento Europeo stima nell'ordine di (attuali) decine di miliardi di euro il danno subito a causa dello spionaggio industriale dalla sola Germania. Vengono elencati alcuni casi esempio come un episodio del 1994, in occasione del quale intercettazioni dell'NSA causarono la perdita di una commessa da 6 miliardi di dollari ad Airbus in Arabia Saudita, commessa poi aggiudicata dall'azienda americana McDonnel-Douglas.

### Capacità operative
Il sistema era in grado di intercettare diversi tipi di comunicazioni, a seconda del mezzo utilizzato (ad esempio via radio, via satellite, via microonde, via onde radio o fibra ottica). Durante la seconda guerra mondiale e fino agli anni '50 le onde radio ad alta frequenza (HF) venivano spesso utilizzate per comunicazioni militari e diplomatiche, e potevano essere intercettate a grandi distanze. La crescita di comunicazioni satellitari attraverso l'utilizzo di satelliti geostazionari degli anni '60 diede un'ulteriore possibilità di intercettare le comunicazioni. Sempre il Parlamento europeo nel 2001 dichiarò: 
()

### Echelon in Italia

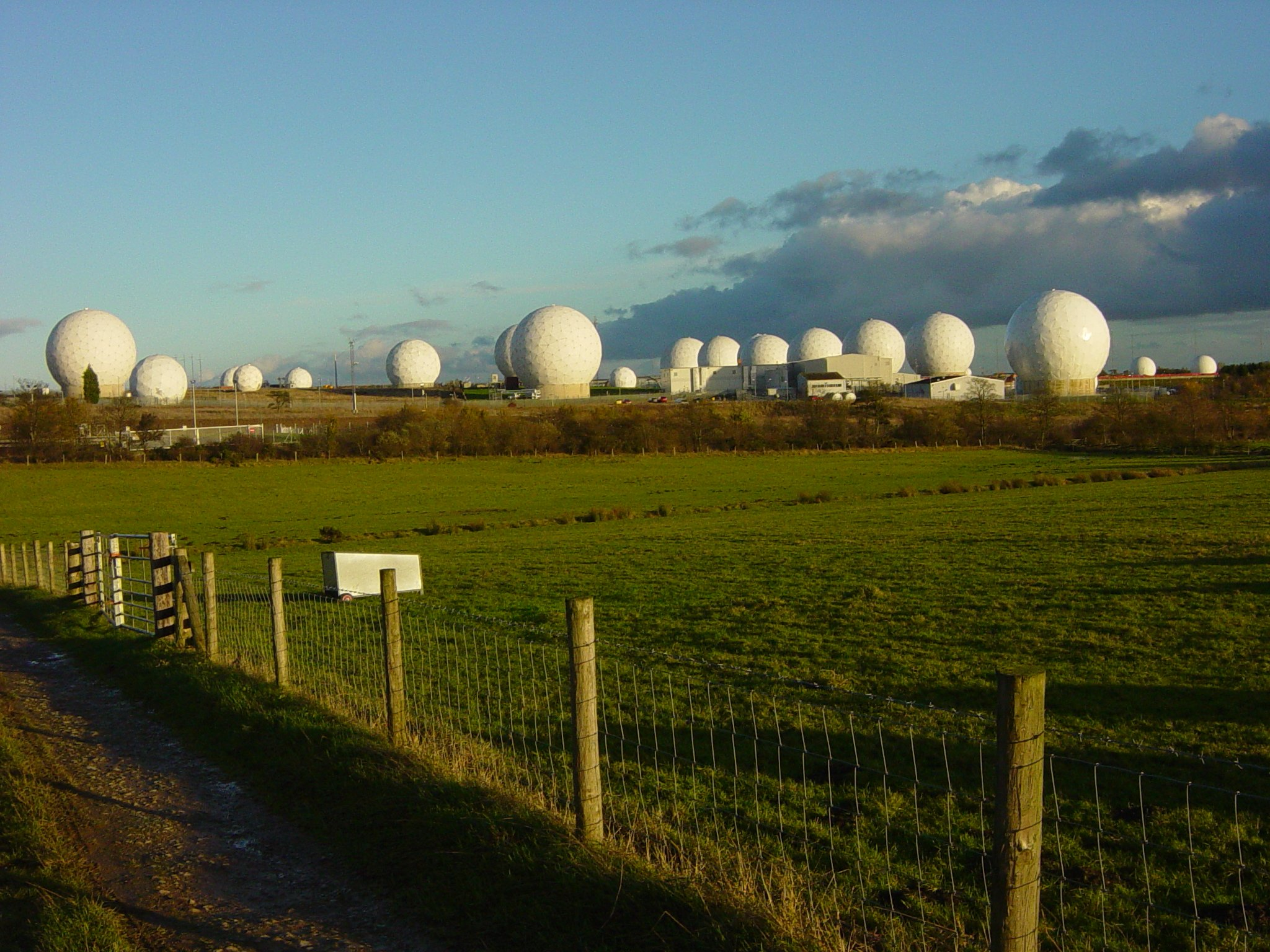
Panorama dell'impianto di Echelon a Menwith Hill nel 2005.

In Italia la notizia dell'esistenza della rete di monitoraggio globale Echelon è stata oggetto di un'inchiesta del giornalista Claudio Gatti pubblicata sul n. 12 del settimanale economico Il Mondo del 20 marzo 1998. Quarantadue giorni dopo, il Capo del Governo Romano Prodi ha risposto in Parlamento ad una interrogazione dell'onorevole Mimmo Carratelli del Partito Popolare Italiano sostenendo che il Governo italiano non era a conoscenza dell'esistenza di tale sistema di intercettazione (Camera dei Deputati seduta nr. 346 del 24 aprile 1998).
Non è stato mai confermato un coinvolgimento in Echelon della base USA di Gioia del Colle, nota per le vicende legate alla cosiddetta strage di Ustica.
Recentemente si è accertato il coinvolgimento della base USAF, in collaborazione con la CIA, a San Vito dei Normanni presso Brindisi, non più operativa dal 1994. Nella zona era visibile fino alla fine degli anni novanta la struttura dell'antenna Wullenweber installata, un'antenna di tipo AN/FLR-9, in gergo "gabbia degli elefanti", del tutto simile a quella presente presso la base navale di Rota, in Spagna.
La base di San Vito era diventata operativa durante la prima metà degli anni sessanta, con un raggio utile di intercettazione delle comunicazioni radio di 2.400 km.
Dieci anni dopo la chiusura della base brindisina, nel 2004, è stata chiusa la base tedesca di Bad Aibling.

## Cultura di massa
- Sulle vicende riguardanti Echelon nel 2006 è stato realizzato il film In ascolto.
- Nel film The Bourne Ultimatum - Il ritorno dello sciacallo (2007), la CIA riesce tramite Echelon ad intercettare una fuga di notizie su un progetto segreto denominato "Blackbriar".
- Nella trama del videogioco cyberpunk Deus Ex, ambientato nel 2052, si allude ad un certo Echelon IV, programma avente le stesse funzioni del suo antenato ma migliorato e spostato nell'Area 51.
- Nella trama della serie di videogiochi Splinter Cell vi sono riferimenti ad Echelon, fra cui il più importante è il nome dell'agenzia di spionaggio per la quale il protagonista Sam Fisher lavora: Third Echelon.
- Nell'ottava stagione della serie televisiva 24 il protagonista della serie viene trovato e rintracciato tramite Echelon.
- Nel film "Heads of State" il Sistema Echelon viene violato dopo l'abbattimento dell'Air Force One con a bordo il Presidente USA e il Primo Ministro Britannico.